# منزل محارم
يقع منزل محارم بشارع دهليز الملك بمدينة رشيد ويشرف عليه بواجهة شمالية ويتكون من ثلاثة أدوار؛ أما الدور الأرضى فيتوسطه واجهة المدخل المكون من كتلة بارزة تتوسطها حنية بها باب يعلوها عقد عاتق مزخرف بأشكال نجوم سداسية، أما واجهة الدور الأول تبرز إلى الخارج في القسم الشرقي على ما ورده وتشغله شبابيك خرط صهريجى تعلوها مناور اما واجهة الدور الثانى تشغل واجهتة شبابيك مزدوجة بمشربية.

## المنزل من الداخل
يتم الدخول إلى الدركاه التي يقع بها أربعة أبواب اثنان بالناحية الشرقية يؤدى الأول منها إلى حجرة السبيل ويؤدى الثانى إلى الحجرة التي تعلو حجرة السبيل كما يوجد باب بالناحية الغربية يؤدى للسلم أما الباب الرابع فيؤدى إلى الوكالة التي تشرف على فناء مكشوف وتؤدى إلى مجاز ينتهى بفناء آخر مكشوف ويوجد بالزاوية الجنوبية الغربية بالوكالة سلم يصعد إلى الدهليز من خلاله أما الدورين الأول والثانى فيتكون كل منهما من ثلاثة قطاعات أولها الدورقاعة أما القطاع الأول فيمثل حجرة وخزانة أما القطاع الثالث فيمثل مجازاً يؤدى إلى حجرة وقد زينت الحجرة الرئيسية بالقاشانى والرخام.